# Личное первенство (фильм)
«Личное первенство» — советский короткометражный телефильм 1961 года про бокс по одноимённому рассказу Юрия Нагибина.
Консультант фильма по боксу — К. Градополов, одну из главных ролей исполняет боксёр Е. Феофанов, в эпизодичных ролях участвуют знаменитые тренеры по боксу В. Коньков и А. Червоненко.

## Сюжет
Боксёра Алексея Шелешнёва называют «вечным полуфиналистом» — уже восьмой год он боксирует на ринге, но из-за своего характера не может воспользоваться неспортивным преимуществом на ринге: «Сидоркину ты продул, потому что от него сбежала жена,- говорит ему тренер, — Гукосяну, потому на него пришла смотреть невеста…».
На этот раз боксировать ему предстоит с лучшим другом Серёжей Соколовым. Алексей подготовлен лучше, но случайно узнаёт, что его друг на тренировке повредил бровь, и можно легко выиграть бой, даже легко задев её. Но честность для Алексея — безусловное понятие, и в поединке он не использует эту возможность, и оказывается скован — всячески избегает ударов по голове противника. Но во втором раунде Сергей, уходя от удара, сам нарывается на удар в бровь, бой прекращён, победителем объявляют Алексея.
Алексей расстроен, вдобавок Нина, жена Сергея, в которую когда-то был влюблён Алексей, упрекает его в нечестности в бою.
Второй бой с опытным боксёром Вагриным. Вначале Алексей ведёт, но увидев сидящего в зале Сергея с повязкой на брови впадает в секундное замешательство, пропускает удар. Алексей находит в себе силы продолжить бой. Во время перерыва Нина уходит из зала, а к Алексею подходит Сергей, конечно, понимающий, что Алексей вёл с ним честный бой, он даёт ценные советы своему другу. Поддержка друга даёт силы Алексею, и он на удивление маститому сопертику отправляет его в нокдаун, наконец-то получая звание мастера спорта.

## В ролях
- Юрий Дудко — Алексей Шелешнёв
- Н. Старов — Сергей Соколов
- Инна Выходцева — Нина
- Евгений Феофанов — Вагрин
- Иван Кузнецов — тренер Шелешнёва
- Нина Шатерникова — тётка Шелешнёва
- В. Выборнов — Никонов
- В. Румянцев — Карпухин
- М. Турченков — Трушин

А также: Л. Пирогов, И. Зюба, В. Коньков, А. Червоненко, А. Лебедев (болельщик), Н. Сморчков (милиционер), А. Киселев.

## Критика
Хотя отмечалось, что фильм сделан на достаточно высоком профессиональном уровне, но, как имеющий слабый сценарий с надуманным конфликтом, был раскритикован:

Психологические проблемы стремились раскрыть авторы двух спортивных киноновелл «Первый мяч» и «Личное первенство». Телевизионный фильм «Личное первенство» сделан на более высоком профессиональном уровне. Но этой картине другое «но» — сюжет ее кажется надуманным. …и вот вперемежку с довольно неплохо снятым боксом идут сцены выяснения отношений этого злосчастного треугольника. А чтобы зритель чего доброго не забыл о морали, герой преподносит ее в виде монолога.— Советский экран, 1963

Фальшивый конфликт убивает живой смысл фильма. А встав на этот путь, авторы уже не трясины надуманного. … Очевидно, надуманный психологизм может быть таким же штампом, как и примитивный сюжет. что Авторы спортивных фильмов не выйдут из круга избитых схем, пока не научатся поэтическому и философскому осмыслению спорта.— Искусство кино, 1963